# Amata persica
Amata persica är en fjärilsart som beskrevs av Vincenz Kollar 1850. Amata persica ingår i släktet Amata och familjen björnspinnare. Inga underarter finns listade i Catalogue of Life.